# 基督教君主城堡

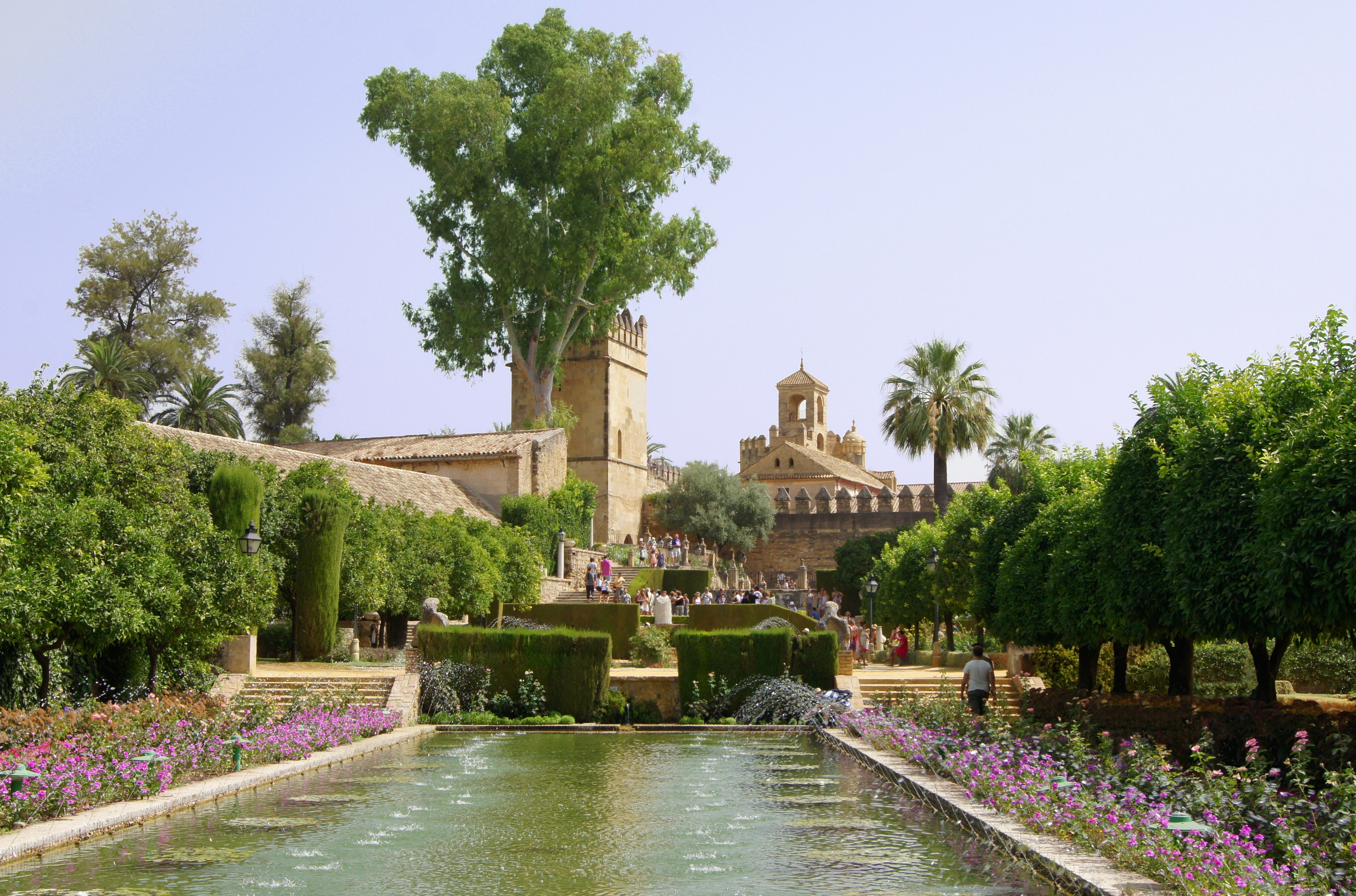
从花园看狮子塔和致敬之塔

天主教双王城堡（Alcázar de los Reyes Cristianos）是一座中世纪城堡，位于西班牙科尔多瓦，瓜达尔基维尔河河畔，靠近科尔多瓦主教座堂。这座城堡曾经作为伊莎贝拉一世和斐迪南二世 (阿拉贡)的主要住处之一。

## 历史
在中世纪早期，该地点是一座西哥特堡垒。建都大马士革的倭马亚王朝征服西班牙后，倭马亚王朝的埃米尔重建此建筑。公元8世纪，阿拔斯王朝取代倭马亚王朝，倭马亚王朝的幸存成员阿卜杜-拉赫曼一世逃亡到科尔多瓦，建立科尔多瓦哈里发，以该城堡为王宫。其后科尔多瓦蓬勃发展为一重要的政治和文化中心，该城堡也扩建为规模庞大的建筑群，有浴池丶花园丶西方最大的图书馆。 在附近的瓜达尔基维尔河设有水车，提水灌溉广阔的花园。
1236年，在收复失地运动期间，天主教教军队夺取了科尔多瓦。1386年，阿方索十一世 (卡斯蒂利亚)开始在穆斯林城堡的部分遗址上建造今天的建筑物。城堡的其他部分作为战利品分给了主教丶贵族，和卡拉特拉瓦会。阿方索的建筑只是摩尔人废墟的一部分，但是该建筑仍显现伊斯兰风格，因为阿方索使用了穆德哈尔风格。
该城堡经历了恩里克四世与他的同父异母十几岁的弟弟阿方索的内战。在战争期间，城堡的防御进行升级处理，以应对火药的来临。与此同时，建造城堡的主塔,现在称为“宗教裁判所之塔”。
恩里克的继任者伊莎贝尔一世和她的丈夫斐迪南二世将该城堡作为西班牙宗教裁判所最早的常设法庭之一，以及进攻格拉纳达伊比利亚半岛最后剩下的摩尔王国的战争总部。宗教裁判所在1482年开始使用该城堡作为其总部之一，将许多部分，包括阿拉伯浴池，改为审讯室。宗教裁判所法庭在此长达三个世纪。1483年，穆罕默德十二世曾关押在此，直到他答应使格拉纳达附庸国。1489年，穆罕默德十二世拒绝投降，天主教徒发动了攻击。伊莎贝尔一世和斐迪南二世对格拉纳达的战役在1492年取得成功。伊莎贝尔一世和斐迪南二世在历史上被称为天主教双王。
1492年，天主教双王在城堡会见了准备第一次远航美洲的哥伦布。
1810年，该城堡成为拿破仑·波拿巴的军队的驻军的军营。1821年，城堡成为一所监狱。最后，西班牙政府在20世纪50年代将城堡作为旅游景点和国家文物。

## 介绍
城堡的中心是摩尔人庭院（Patio Morisco）。有两座塔：狮子塔（Torre de los Leones）和致敬之塔（Torre de Homenaje）。后者为哥特式，有尖顶的天花板。
在宗教裁判所之塔展出古罗马马赛克和罗马石棺。